# ساكن أحمد عوض

تعديل مصدري - تعديل

ساكن احمد عوض هي إحدى قرى عزلة جعار بمديرية خنفر التابعة لمحافظة أبين، بلغ تعداد سكانها 82 نسمة حسب تعداد اليمن لعام 2004.